# Guido Gerosa
Guido Gerosa (Fiume, 22 giugno 1933 – Rozzano, 15 febbraio 1999) è stato uno scrittore, giornalista e politico italiano.

## Biografia

### Nascita e studi
Guido Gerosa nacque a Fiume, allora in territorio italiano, da una famiglia abbiente. A pochi mesi perse la madre: il padre, essendo ufficiale dell'esercito e non potendo badare a un bambino piccolo, lo affidò alle cure dei nonni. 
Ben presto si trasferì a Proserpio, in Brianza. Frequentò le scuole elementari a Fiume, le scuole medie ad Erba ed il liceo "Alessandro Volta" a Como. Si laureò in giurisprudenza, continuando peraltro a coltivare la sua grande passione per il giornalismo.

### Carriera giornalistica e politica
Ancora giovanissimo iniziò a scrivere sul quotidiano locale La Provincia. Nel 1952, arrivò per lui il primo vero incarico, la collaborazione al quotidiano nazionale La Notte. Nel 1964 fu nominato corrispondente dagli Stati Uniti per il settimanale Epoca, per il quale poté intervistare il senatore Bob Kennedy e Martin Luther King. Il 1968 fu l'anno in cui lasciò Epoca e venne assunto da Enzo Biagi al concorrente L'Europeo. Ben presto però abbandonò anche questo periodico e, dopo aver lavorato alcuni anni nella redazione del settimanale Gente, divenne vice-direttore del quotidiano Il Giorno fino al 1994.
 
Pubblicò numerosi saggi e biografie.
 
Eletto nella X legislatura col Partito Socialista, dal 1987 al 1992 ricoprì l'incarico di senatore della Repubblica.

### Morte
Morì a Rozzano nel 1999.

## Opere
- L'Arno non gonfia d'acqua chiara, Milano, Arnoldo Mondadori Editore, 1967.
- Guido Gerosa e Gianfranco Fagiuoli, Zagato, L'editrice dell'automobile, 1969.
- Nenni, Collana Chi è? Gente famosa n.37, Milano, Longanesi, 1972.
- Chi ha ucciso Ben Barka?, Collana Sottoaccusa, Milano, Fabbri Editori, 1972.
- Cronache dell'età atomica, Torino, SEI, 1972.
- G. Gerosa e Gian Franco Venè, Il delitto Matteotti, Collana I Documenti terribili, Milano, Mondadori, 1972.
- La tragedia di Dallas, Collana I Documenti terribili n.5, Milano, Mondadori, 1972.
- I missili a Cuba, Collana I documenti terribili, Milano, Mondadori, 1974.
- I Cannoni del Sinai, Torino, SEI, 1975.
- Napoleone, con testi di Lucio Ceva, Appendici di Lorenzo Vincenti, Collezione I Condottieri, Novara, De Agostini, 1975.
- Libano. Tragedia di un popolo, Collana Dossier, Torino, SEI, 1976.
- Il caso Kappler. Dalle Ardeatine a Soltau, Collana Dossier, Milano, Sonzogno, 1977.
- Scheda bianca. Romanzo politico, La Collana del sale, C.U.M.I. Editore, 1977.
- Ferragosto colpo di stato, Collana Angolo Rosso, Edizioni Elle, 1977 (pubblicato anonimo)
- L'Italia di Carter, Mazzotta, 1978.
- Le compagne. Venti protagoniste delle lotte del PCI dal Comintern a oggi narrano la loro storia, Milano, Rizzoli, 1979.
- I signori della guerra 40 anni dopo. I leaders del secondo conflitto mondiale, Collana Il timone n.98, Pan editrice, 1980.
- Mussolini (2 voll.), Collana Grandi del nostro tempo, Peruzzo Editore, 1982.
- Craxi. Il potere e la stampa, Milano, Sperling & Kupfer, 1984.
- Roberto Formigoni. Il movimento popolare e il suo leader, Musumeci Editore, 1985.
- Il Generale. Vita di Giuseppe Garibaldi, prefazione di Bettino Craxi, Roma-Novara, ERI Edizioni-De Agostini, 1986.[2]
- La paura della verità: Ungheria 1956. Tutti i documenti del grande dibattito della sinistra italiana, Edimac, 1987.
- Le 5 giornate di Milano, Roma, Nuova Eri, 1988.
- Carlo V. Un sovrano per due mondi, Collezione Le Scie, Milano, Mondadori, 1990.
- Il fiorentino che fece l'America. Vita e avventure di Filippo Mazzei 1730-1816, Milano, SugarCo, 1990.
- Napoleone. Un rivoluzionario alla conquista di un impero, Collezione Le Scie, Milano, Mondadori, 1995.
- Il re Sole. Vita privata e pubblica di Luigi XIV, Collezione Le Scie, Milano, Mondadori, 1998.
- Dalla Breccia alle buche dell'Olimpica, in L'Europeo n.10, Il premier Ratzinger, illustrazioni di Giuseppe Scalarini, RCS, 2009.